# Rentenrendite
Die Rentenrendite (oder Anleihenrendite) ist im Finanzwesen eine betriebswirtschaftliche Kennzahl, welche die Rendite einer Anleihe wiedergibt. Pendants sind die Aktienrendite/Dividendenrendite.

## Allgemeines
Der Begriff „Rentenrendite“ ist abgeleitet vom Rentenpapier, einem veralteten Fachjargon für Anleihen als Sammelbegriff für jede Art von Schuldverschreibungen. Bei der Emission solcher Anleihen auf dem Rentenmarkt wird der Emissionskurs – bei gegebenem Nominalzins – mittels Agio oder Disagio durch den Emittenten so gestaltet, dass die Anleihenrendite dem Kapitalmarktzins gerecht wird und so eine Platzierung auf dem Markt ermöglicht oder erleichtert wird. Nach der Platzierung wird sich die Kapitalmarktrendite jedoch verändern, was im Börsenkurs der Anleihen zum Ausdruck kommt.

## Ermittlung
Die Anleihenrendite wird in Form der laufenden Rendite (englisch current yield; {\displaystyle c_{y}}) oder der gebräuchlicheren Endfälligkeitsrendite (englisch yield to maturity; {\displaystyle ytm}) ermittelt. Dabei sind der Kupon (Nominalzins) {\displaystyle K}, der aktuelle Börsenkurs {\displaystyle P_{M}}, die Restlaufzeit in Jahren {\displaystyle n} und der mit 100 Geldeinheiten angenommene Nominalwert der Anleihe zu berücksichtigen:
- Die Endfälligkeitsrendite ergibt sich wie folgt:

{\displaystyle ytm={\frac {K+{\frac {100-P_{M}}{n}}}{P_{M}}}\cdot 100}.
Sie hat auf dem Rentenmarkt eine große Bedeutung für die Kaufentscheidung der Anleger, weil diese verschiedene Anleihen miteinander vergleichen können. Benchmark kann beispielsweise der risikofreie Zinssatz einer Staatsanleihe (etwa Bundeswertpapiere) sein, zu der sich für andere Anleihen eine Zinsdifferenz ergibt. Die Endfälligkeitsrendite darf nicht mit der Emissionsrendite verwechselt werden, die nur am Tag der Emission gilt.
- Die laufende Rendite lässt sich folgendermaßen errechnen:

{\displaystyle c_{y}={\frac {K}{P_{M}}}\cdot 100}.
Auf dem Rentenmarkt ist die laufende Rendite kein Vergleichsmaßstab, sie hat lediglich Bedeutung bei Anleihen von Emittenten niedriger Bonität (Junk Bonds) und bei hohen Kursabweichungen vom Nennwert. Die laufende Rendite entspricht der Umlaufrendite.
Werden die Anleihen nicht bis zu ihrer Endfälligkeit gehalten (englisch buy and hold), sondern frühzeitig verkauft, sind die entstehenden Kursgewinne/Kursverluste bei der Anleihenrendite zu berücksichtigen.

## Wirtschaftliche Aspekte
Die Anleihenrendite wird oft in Basispunkten angegeben, wobei 100 Basispunkte einem Prozent der Rendite entsprechen. Bei Nullkuponanleihen ergibt sich die Anleihenrendite aus der Differenz zwischen dem niedrigeren Emissionskurs und dem bei 100 % liegenden Rückzahlungskurs. Anders als bei üblichen Standardanleihen kommt es bei der Nullkuponanleihe nicht zu jährlichen Zinszahlungen, denn diese sind in die Differenz zwischen Emissionskurs und Rückzahlungskurs (100 %) eingepreist.
Wesentliche Einflussfaktoren auf die Rentenrendite sind die Erwartungen der Marktteilnehmer am Rentenmarkt an die zukünftige Marktentwicklung (Zinsniveau, Preisniveau). Entscheidungsparameter sind hierbei neben dem Kapitalmarktzins und der Inflationsrate auch die Renditen (Nominalrendite, Realrendite).
In der wissenschaftlichen Diskussion werden die Anleihenrendite auf dem Rentenmarkt und die Aktienrendite des Aktienmarkts miteinander verglichen und die Ursachen für die Unterschiede untersucht. Ein Renditevergleich in den Jahren 1984–2004 ergibt, dass die Aktienrendite in Deutschland höher lag als die Anleihenrendite:
| Finanzinstrument        | Rendite in % p. a. | Renditeart      | Marktform   |
| ----------------------- | ------------------ | --------------- | ----------- |
| deutsche Standardaktien | 9,2                | Aktienrendite   | Aktienmarkt |
| Bundesanleihen          | 7,2                | Anleihenrendite | Rentenmarkt |
| Geldmarktpapiere        | 5,0                | Rendite         | Geldmarkt   |

Das gilt auch international. Während sich im Hochzinsniveau die Anleihenrendite der Aktienrendite annähert, vergrößert sich ihr Abstand zu Gunsten der Aktienrendite bei einem Niedrigzinsniveau.
Sieht man Aktien und Anleihen aus Sicht des Anlegers als Substitutionsgüter mit Substitutionskonkurrenz an, so hilft als Messgröße die Rendite beider Finanzinstrumente. Erhöht sich das Zinsniveau, so wird es für Aktionäre interessant, ihre Aktien zu verkaufen und in Anleihen anzulegen und umgekehrt.
Tendenziell sind die Aktienrenditen höher als die Anleihenrenditen. Das liegt insbesondere daran, dass risikobereite Anleger die kurzfristige Sicherheit von Anleihen zu Gunsten riskanter Aktienkäufe aufgeben. Dafür verlangen sie eine Risikoprämie, die in den vergangenen Jahren bei etwa 3 % lag. Aktienkurse weisen eine höhere Volatilität auf, in der Insolvenz des Emittenten besitzen sie das höhere Insolvenzrisiko, denn sie sind als Eigenkapital definitiv verloren, während Anleihen immerhin noch eine Insolvenzforderung darstellen. Damit sind die emittentenbezogenen unsystematischen Risiken bei Aktien höher als bei Anleihen.
Kurzfristig sind Aktien deshalb riskanter als Anleihen. Langfristig jedoch (über 15 Jahre) sinkt das Finanzrisiko der Aktien unter das der Anleihen, was mit der instabilen Inflationsrate zusammenhängt. Denn die Inflation wirkt sich auf die Realrendite von Anleihen sehr viel stärker aus als auf die Realrendite von Aktien. Grund ist das hinter Aktien stehende inflationsgeschützte Sachkapital, während die Anleihen auf einer Verbindlichkeit (Nominalwert) des Emittenten beruhen und als inflationsgefährdetes Nominalkapital gelten.

## Abgrenzung
Häufig wird die Endfälligkeitsrendite als mit dem Effektivzins synonym betrachtet. Der nach § 16 PAngV für Verbraucherdarlehen (gemäß § 491 BGB) zu ermittelnde effektive Jahreszins jedenfalls bezieht bestimmte Finanzierungskosten ein und wird mit 365 Zinstagen pro Jahr berechnet, während alle Renditeberechnungen auf der deutschen kaufmännischen Zinsmethode mit 360 Zinstagen beruhen.